# Jean Casier (1820-1892)

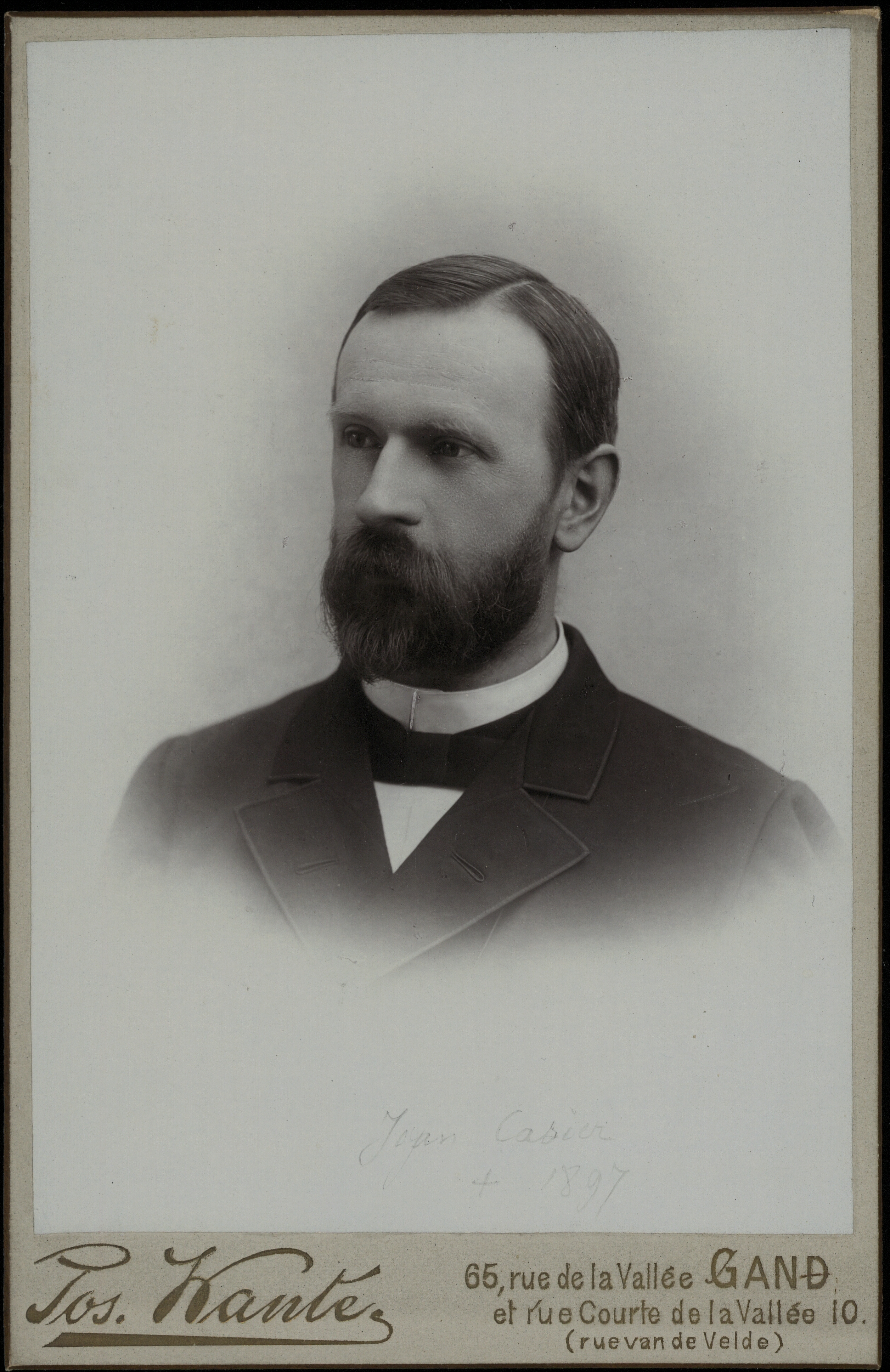
Jean Casier

Jean Auguste Casier (Gent, 12 november 1820 - 11 maart 1892), ook genaamd Casier de Hemptinne, was een Belgisch industrieel, volksvertegenwoordiger en senator.

## Levensloop
Jonkheer Jean Casier was een telg uit het geslacht Casier en een zoon van suikerraffinadeur Jean-Louis Casier en van Sophie Van der Straeten. Hij trouwde met Louise de Hemptinne (1826-1901) en ze kregen een dochter en zeven zoons, van wie twee voor nageslacht zorgden. De liberale volksvertegenwoordiger Jules de Hemptinne was zijn schoonbroer.
Casier was mede-eigenaar en bestuurder van J. Casier Frères en van Linière Saint-Sauveur (in 1885 voorzitter). Hij was ook beheerder van de S.A. Ferdinand Lousbergs die aan de Hemptinnes behoorde. 
In 1870 werd hij verkozen tot katholiek volksvertegenwoordiger voor het arrondissement Gent. Hij bleef dit slechts twee maanden en werd senator, een mandaat dat hij behield tot in 1882 en opnieuw van 1884 tot 1892.
Vanaf 1859 tot in 1872 was hij voorzitter van de raad van het Sint-Vincentius a Paulogenootschap voor Gent Stad, van 1873 tot 1878 was hij ondervoorzitter en van 1879 tot 1892 opnieuw voorzitter.
Hij was verder ook nog:
- lid van het Comité voor de afschaffing van de slavernij,
- voorzitter van de kerkfabriek van de Heilige Kerstkerk in Gent,
- medestichter en voorzitter van de conferenties van de Sint-Vincentiusvereniging.

## Adel
Voor zijn steun aan de Pauselijke Staat en aan de katholieke gedachte in België, kreeg Jean Casier in 1880 de titel van pauselijk baron. In België werd hij in 1886 opgenomen in de Belgische adel en werd hem in december 1891 de titel van baron toegekend. Hij overleed echter vooraleer hij de open brieven voor de titel kon lichten. Zijn weduwe kreeg in 1892 de persoonlijke titel barones.

## Links
Meer over Jean Casier op Gezelle | Jean Casier